# August von Wülknitz
August Ludwig von Wülknitz (* 23. Januar 1695 in Reinsdorf in Anhalt; † 17. September 1768 in Ried bei Neuburg in der Oberpfalz) war Regierungspräsident und später auch Staatsminister der Landgrafschaft Hessen-Kassel.

## Leben

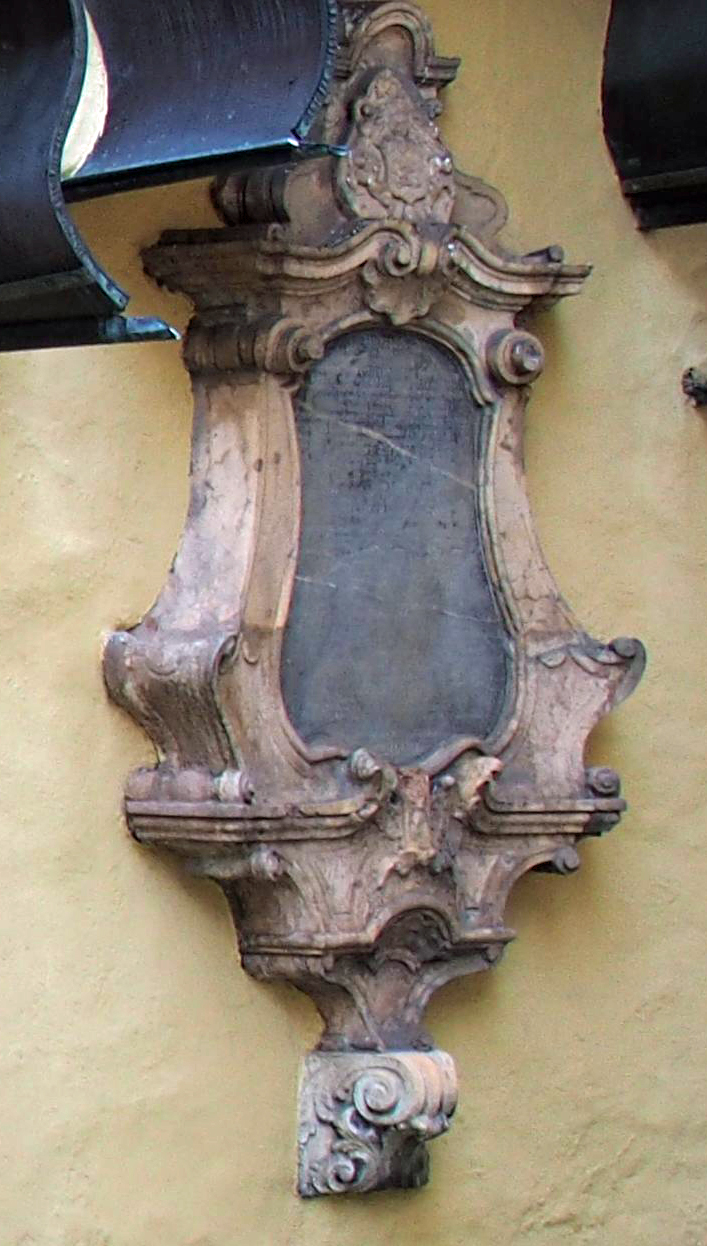
Epitaph von August von Wülknitz auf dem Gesandtenfriedhof an der Regensburger Dreieinigkeitskirche

### Herkunft und Familie
Von Wülknitz entstammte dem altadeligen Adelsgeschlecht Wülknitz aus Anhalt. Er war Sohn des Carl Heinrich von Wülcknitz, welcher in Anhalt-Köthen als Geheimrat, Hofmarschall und Kammerdirektor wirkte, und der Johanna Sophie von Hake, Tochter des anhaltischen Regierungskanzlers Heinrich von Hake. Er hatte zahlreiche Geschwister, darunter den Regierungsrat Lebrecht Heinrich, Karl Friedrich, Leopold Wilhelm, Leopold Philipp Heinrich, der früh verstorbene Kurt Ferdinand und den hessischen Generalleutnant Eberhard Gustav von Wülknitz. Von Wülknitz selbst blieb unvermählt und hatte keine Nachkommen.

### Karriere
Von Wülknitz wuchs auf dem Gut seines Vaters in Reinsdorf auf. Durch familiäre Beziehungen zum landgräflichen Hofe in Kassel erlangte er 1710 eine am dortigen Hofe eine Position als Page und besuchte das dortige Collegium Carolinum. Auch immatrikulierte er sich 1715 in Rinteln und 1716 in Halle. 1720 wirkte er als Gesandter von Hessen-Kassel in Hannover.
Im Jahre 1723 erwarb er in Kassel die Doktorwürde mit seiner Dissertation unter dem Titel De violenta defensione, welche er am 8. April unter der Aufsicht des Lizenziat Johann Carl Wagner verteidigte. Er zog aber schon am 7. März 1722 nach Marburg um unter der dortigen Regierung als Assessor zu arbeiten. Schon am 7. Februar 1726 wurde er dort Regierungsrat. Im Jahre 1736 wurde ihm der Charakter des Geheimen Regierungsrat und die Führung des Protokolls im geheimen Ratscollegium verliehen.
Am 7. Mai 1739 wurde er offiziell zum Geheimen Rat ernannt. Ab dem 6. Dezember 1743 wirkte er als Gesandter in Frankfurt am Main. 1745 wurde er zum Regierungspräsidenten der Landgrafschaft Hessen-Kassel ernannt. Auch wirkte er als Reichstagsgesandter zu Regensburg. Im Reichstag vertrat von Wülknitz eine sehr pro-preußische Politik und wich selbst durch die große Kriegszerstörung im Lande nicht davon ab. Am Reichstag führte er außerdem noch das votum von Ratzeburg unter Herzog Adolf Friedrich IV. von Mecklenburg-Strelitz und insgesamt bis zu elf vota. 1752 wirkte er als Gesandter für Hessen-Kassel in Bayern. 1766 wurde er zum Staatsminister von Hessen-Kassel ernannt. Bei einer Jagd mit mehreren Gästen in 1768 erlitt von Wülknitz einen Schlaganfall und starb an Ort und Stelle. Sein Nachfolger als Regierungspräsident wurde sein Neffe Konrad Friedrich Ludwig von Wülknitz, Sohn von Lebrecht von Wülknitz.

## Werke (Auswahl)
- Wohlbegründete Anmerckungen über den Abdruck des ohnlängst an Eine Hochlöbliche allgemeine Reichs-Versammlung von Seiten Hessen-Cassel entgegen Hessen-Darmstadt. 1749
- Des Heil. Römischen Reichs Churfürsten, Fürsten und Ständen bey gegenwärtiger Reichs-Versammlung zu Regenspurg anwesende Räthe, Bothschaffter und Gesandte! Hochwürdige, Hoch- und Wohlgebohrne, HochEdelgebohrne, HochEdle, Gestrenge, Vest- und Hochgelehrte, Großgünstig- Hoch- und Vielgeehrte Herren!. 1749
- Pro-Memoria des Herrn Landgraffen zu Hessen-Cassel Hochfürstliche Durchl. der Rheinfels-Rothenburgischen Primogenitur. 1752
- Pro-Memoria: Es ist vorhin Reichskündig. 1758
- Schreiben des Hochfürstl. Hessen-Cassel Comitial-Gesandtens, Herrn von Wülcknitz, an E. Hochlöbl. Reichstags-Versammlung zu Regenspurg d. d. Regensp. d. 5 April et Dictat. d. 26 Apr. 1758 die feindliche Behandlung der Fürstl. Hessen-Casselischen Lande von Seiten der Krone Franckreich betreffend. 1758